# USS Schley (DD-103)
USS Schley (DD-103/APD-14) là một tàu khu trục thuộc lớp Wickes của Hải quân Hoa Kỳ trong giai đoạn Chiến tranh Thế giới thứ nhất, và sau được cải biến thành tàu vận chuyển cao tốc APD-14 trong Chiến tranh Thế giới thứ hai. Nó là chiếc tàu chiến đầu tiên của Hải quân Hoa Kỳ được đặt tên theo Chuẩn đô đốc Winfield Scott Schley (1839-1911).

## Thiết kế và chế tạo
Schley được đặt lườn vào ngày 29 tháng 10 năm 1917 tại xưởng tàu của hãng Union Iron Works ở San Francisco, California. Nó được hạ thủy vào ngày 28 tháng 3 năm 1918, được đỡ đầu bởi Cô Eleanor Martin, và được đưa ra hoạt động vào ngày 20 tháng 9 năm 1918 dưới quyền chỉ huy của Hạm trưởng, Trung tá Hải quân Robert C. Giffen.

## Lịch sử hoạt động

### Thế Chiến I và sau đó
Schley khởi hành từ San Diego vào ngày 10 tháng 10 năm 1918 để đi sang vùng bờ Đông Hoa Kỳ, và vào ngày 12 tháng 11 đã rời New York đi sang Địa Trung Hải. Vào ngày 24 tháng 1 năm 1919 tại Taranto, Ý, nó đón lên tàu Chuẩn đô đốc Mark L. Bristol, sĩ quan cao cấp Hải quân Hoa Kỳ tại Thổ Nhĩ Kỳ, để đưa ông đến Constantinople. Sau đó Schley làm nhiệm vụ tại khu vực biển Adriatic, hoạt động như là tàu canh phòng tại Pola, Ý từ ngày 17 tháng 2 đến ngày 15 tháng 4, rồi viếng thăm các cảng Ý và Nam Tư trong biển Adriatic cho đến khi lên đường quay trở về Hoa Kỳ vào ngày 2 tháng 7. Schley quay trở lại San Diego vào ngày 8 tháng 9 năm 1919, và ngoại trừ những chuyến đi đến San Francisco để sửa chữa, tiếp tục ở lại đây cho đến khi được cho xuất biên chế vào ngày 1 tháng 6 năm 1922.

### Thế Chiến II

#### 1940-1943
Khi một lần nữa chiến tranh diễn ra tại Châu Âu và có nguy cơ lan rộng đến Thái Bình Dương, Schley được cho nhập biên chế trở lại tại San Diego vào ngày 3 tháng 10 năm 1940. Nó đi đến Trân Châu Cảng vào ngày 17 tháng 12, để tuần tra và thực tập trong năm tiếp theo. Khi máy bay của Hải quân Nhật tấn công Trân Châu Cảng vào ngày 7 tháng 12 năm 1941, chiếc tàu khu trục đang neo đậu cùng một nhóm các tàu đang được đại tu; và vì các khẩu pháo của nó đang bị tháo dỡ, nó chỉ có thể chống trả cuộc tấn công bằng vũ khí nhẹ. Việc đại tu nó được hối hả thực hiện, và đến ngày 20 tháng 12, nó bắt đầu đảm nhiệm việc tuần tra ở những lối tiếp cận Trân Châu Cảng. Schley hoạt động tại đây và ngoài khơi Honolulu trong gần một năm. Đến ngày 13 tháng 12 năm 1942, nó rời vùng biển Hawaii quay trở về Xưởng hải quân Puget Sound để được cải biến thành một tàu vận chuyển cao tốc. Schley được xếp lại lớp với ký hiệu lườn mới APD-14 có hiệu lực kể từ ngày 6 tháng 2 năm 1943.
Schley quay trở lại Trân Châu Cảng vào ngày 22 tháng 2, và tiếp tục đi đến khu vực New Hebrides, đến Espiritu Santo vào ngày 24 tháng 3. Tại khu vực Nam Thái Bình Dương, nó khẩn trương huấn luyện cùng lực lượng biệt kích Thủy quân Lục chiến và các đơn vị khác; hoạt động như tàu tuần tra và hộ tống cùng là tàu vận chuyển giữa quần đảo Solomon, New Hebrides, Samoa thuộc Mỹ và New Zealand.
Schley thoạt tiên tham gia một cuộc đổ bộ trong hoàn cảnh tác chiến vào ngày 30 tháng 6 tại New Georgia. Cùng với hai chiếc ADP khác và một số tàu nhỏ, nó cho đổ bộ binh lính lên bờ tại bãi neo đậu Wickham ở phía Tây Nam Vangunu. Đến ngày 5 tháng 7, nó cho đổ bộ một nhóm thứ hai lên bãi neo đậu Rice thuộc New Georgia. Trong chiến dịch này, một lực lượng Nhật Bản đến tăng cường chậm trễ, và trong khi rút lui đã đánh chìm tàu khu trục Strong bằng một quả ngư lôi tầm xa. Sau khi thực hiện một chuyến đi khác đến Rice để vận chuyển tiếp liệu và đạn dược, Schley khởi hành từ Espiritu Santo vào ngày 1 tháng 8 để đại tu tại Xưởng hải quân Mare Island.

#### 1944
Schley rời vùng bờ Tây để đi Trân Châu Cảng vào ngày 7 tháng 10, nhưng sự cố trục trặc động cơ khiến nó phải sửa chữa tại Trân Châu Cảng đến gần hết năm. Ngày 30 tháng 12 năm 1943, nó đi đến San Diego gia nhập một lực lượng đặc nhiệm được huấn luyện nhằm chuẩn bị cho việc chiếm đóng quần đảo Marshall. Lực lượng rời vùng bờ Tây ngày 13 tháng 1 năm 1944, đi đến ngoài khơi Kwajalein ngày 31 tháng 1. Schley cho đổ bộ binh lính lên bờ cùng ngày hôm đó, rồi thực hiện tuần tra chống tàu ngầm cho đến khi nó nhận lại binh lính vào ngày 7 tháng 2. Nó lên đường đi Eniwetok một tuần sau đó, chứng tỏ sự linh hoạt của những tàu vận chuyển nhỏ cao tốc. Nó đến nơi vào ngày 17 tháng 2, và trong đêm đó cho đổ bộ lực lượng lên đảo Bpgon để ngăn cản đối phương xâm nhập từ Engebi vốn bị lực lượng Mỹ tấn công cùng ngày trước đó. Sáng hôm sau, nó bắt đầu chiếm đóng các đảo còn lại về phía Tây đảo chính Eniwetok. Ngày hôm đó, binh lính của nó chiếm năm đảo và giúp bình định Engebi và Bogon.
Vào ngày 24 tháng 2, sau khi chuyển binh lính của nó lên các tàu vận chuyển khác, Schley lên đường đi Kwajalein hộ tống hai tàu vận tải đi đến khu vực hoạt động mới New Guinea. Nó đến nơi vào ngày 12 tháng 3, tiến hành các hoạt động vận chuyển trong tháng tiếp theo. Vào ngày 22 tháng 4, nó tham gia các cuộc đổ bộ tại Aitape, đưa binh lính lên bờ và cung cấp hỏa lực hỗ trợ. Ngày hôm sau tại đảo Tumleo, các xuồng đổ bộ của nó chuyển binh lính lên bờ từ một tàu vận tải lớn, trong khi Schley một lần nữa bắn pháo hỗ trợ. Sau khi sửa chữa một chân vịt bị hư hại, nó cho đổ bộ một đại đội lên đảo Niroemoar vào ngày 19 tháng 5 để thành lập một trạm radar; và vào ngày hôm sau, nó cứu vớt thủy thủ đoàn một sà lan Mỹ chở xăng bị đắm ngoài khơi đảo Wakde, rồi đánh chìm hai sà lan Nhật cùng vô hiệu hóa một khẩu đội pháo đối phương trên bờ. Nó lại cho đổ bộ binh lính lên Biak vào ngày 27 tháng 5, và lên mũi Sansapor ở phía cực Tây New Guinea vào ngày 30 tháng 7. Sau đó nó đi đến Úc để sửa chữa.
Schley sau đó tham gia hai chiến dịch đệm quan trọng nhằm tái chiếm Philippines: nó cho đổ bộ lực lượng lên Morotai vào ngày 9 tháng 9, và vào ngày 17 tháng 10 nằm trong thành phần đội ADP chiếm đóng các đảo nhỏ ở lối ra vào vịnh Leyte, dọn đường cho cuộc đổ bộ lên Leyte ba ngày sau đó. Sau một tháng hoạt động vận chuyển, Schley gia nhập đội đặc nhiệm tiến hành cuộc đổ bộ tại vịnh Ormoc vào ngày 7 tháng 12. Lực lượng phải chịu đựng các cuộc tấn công cảm tử kamikaze căng thẳng, khi một trong các tàu chị em với nó Ward bị đánh chìm; tuy nhiên, Schley thoát được mà không bị thiệt hại. Sau đó nó tham gia cuộc đổ bộ lên Mindoro vào ngày 15 tháng 12 năm 1944 và tại vịnh Lingayen vào ngày 9 tháng 1 năm 1945. Ở mỗi nơi kể trên, nó đều né tránh được một máy bay kamikaze: máy bay tuần tra Mỹ đã bắn rơi một chiếc kamikaze cách Schley 1.000 thước Anh (910 m) tại Mindoro; và tại Lingayen chiếc kamikaze chuyển hướng vào phút chót để tấn công một tàu khác nhưng bị trượt. Schley tiếp tục tuần tra ngoài khơi Lingayen cho đến ngày 18 tháng 12.

#### 1945-1946
Ngày 15 tháng 2 năm 1945, Schley cho đổ bộ binh lính lên cảng Mariveles nhằm cắt đứt con đường rút lui của quân Nhật trong cuộc tấn công vịnh Manila, và hai ngày sau đã cho đổ bộ lực lượng lên bờ dưới làn hỏa lực của đối phương tại Corregidor, hoàn tất các hoạt động của nó tại Philippines.
Schley đi ra khỏi vịnh Manila ngày 19 tháng 2, và rời Philippines ngày 25 tháng 2 quay trở về Ulithi. Sau đó nó hộ tống các đoàn tàu vận tải tại khu vực Tây Thái Bình Dương, từng có mặt một thời gian ngắn tại Okinawa cùng một đoàn tàu vận tải từ ngày 26 tháng 4 đến ngày 28 tháng 4. Đến ngày 29 tháng 5, Schley đi đến San Diego để sửa chữa, và được xếp lại lớp với ký hiệu lườn DD-103, có hiệu lực từ ngày 5 tháng 7, "để hoạt động như tàu hộ tống và huấn luyện ở tuyến sau", vì nó tỏ ra quá cũ kỹ để có thể tiếp tục phục vụ ở tuyến đầu. Nó vẫn đang trong giai đoạn đại tu khi chiến tranh kết thúc, và sau khi có thể đi biển trở lại được, lại lên đường vào ngày 17 tháng 9 năm 1945 để được cho ngừng hoạt động tại Philadelphia. Schley xuất biên chế vào ngày 9 tháng 11 năm 1945; tên nó được cho rút khỏi danh sách Đăng bạ Hải quân vào ngày 5 tháng 12, và công việc tháo dỡ nó hoàn tất vào ngày 29 tháng 3 năm 1946 tại Xưởng hải quân Philadelphia.

## Phần thưởng
Schley được tặng thưởng 11 Ngôi sao Chiến trận do thành tích phục vụ trong Thế Chiến II.